# Fundoplikatio

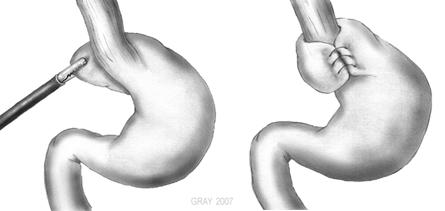
Operationsprinzip

Als Fundoplikatio, lateinisch Fundoplicatio, oder Fundoplikation, bezeichnet man eine Operationsmethode zur Behandlung einer Zwerchfelllücke mit saurem Magensaft in der Speiseröhre.

## Verfahren
Die Operation ist durch Laparotomie oder als laparoskopische Fundoplikatio („Bauchspiegelung“) möglich. Bei dem Eingriff wird der Magenfundus um den unteren Schließmuskel der Speiseröhre gezogen und durch eine Naht fixiert. Ziel ist die zusätzliche Unterstützung des Schließmuskels durch den entstehenden Druck der Manschette bei Füllung des Magens nach der Nahrungsaufnahme. Somit wird der krankheitsauslösende Rückfluss von Mageninhalt in die Speiseröhre unterbunden.

### Indikation
Eine Fundoplikatio ist bei Hiatushernien und bei Patienten mit Refluxösophagitis angezeigt, die auf Protonenpumpenhemmer nicht ausreichend ansprechen.

### Heilungsaussicht und Komplikationen
Rund 90 % der behandelten Fälle zeigen eine Ausheilung der Speiseröhrenentzündung. Mögliche Komplikationen sind Passageprobleme, Dumping-Syndrom, Lockerung der Manschette mit Wiederauftreten von Rückfluss. Außerdem kann die Unterbindung des Aufstoßens durch die Manschette zu einem Völlegefühl im linken Oberbauch führen. Als seltene Komplikation kann es zu einem Magenvolvulus kommen.

### Geschichte
Die Fundoplikatio wurde vom deutschen Chirurgen Rudolf Nissen entwickelt und etabliert (publiziert 1956). Fortentwicklung zur 270-Grad-Fundoplicatio (Hemiplicatio, nicht vollständige Manschette um den abdominellen Anteil des Ösophagus) erfolgte durch den Franzosen Andre Toupet (publiziert 1963). Weitere Varianten sind die laparoskopische ventrale Hemiplicatio mit 150° bis 200° nach Jaques Dor (1962) und Thal (1968) mit 90° (anteriore Hemiplicatio).